# Linia kolejowa nr 951
Linia kolejowa nr 951 – jednotorowa, zelektryfikowana linia kolejowa znaczenia miejscowego, łącząca rejon TGA z rejonem TGE na stacji Tarnowskie Góry.
Linia stanowi tor łączący między linią kolejową Tarnowskie Góry TGA – Tarnowskie Góry TGE (950) a linią kolejową Chorzów Batory – Tczew i umożliwia eksploatację rejonu TGD oraz północnej części rejonu TGC przez pociągi towarowe jadące zarówno z kierunku Kalet, jak i Bytomia.
W 2016 PKP PLK ogłosiły przetarg na rewitalizację toru 781. (między rejonem TGA a TGE) w obrębie linii kolejowej nr 951.
| kilometraż | kilometraż | pociągi pasażerskie                             | autobusy szynowe i EZT                          | pociągi towarowe                                |
| od         | do         | Tor nieparzysty (kierunek: Tarnowskie Góry TGE) | Tor nieparzysty (kierunek: Tarnowskie Góry TGE) | Tor nieparzysty (kierunek: Tarnowskie Góry TGE) |
| 0,000      | 1,204      | 40                                              | 40                                              | 40                                              |
| 1,204      | 5,554      | 20                                              | 20                                              | 20                                              |